# Harry Warren

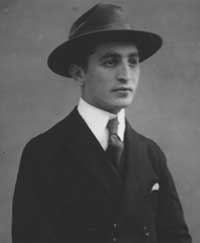
Harry Warren (um 1920)

Harry Warren, gebürtig Salvatore Antonio Guaragna (* 24. Dezember 1893 in Brooklyn, New York; † 22. September 1981 in Los Angeles, Kalifornien) war ein US-amerikanischer Musiker, Komponist und Liedtexter. Er schrieb insbesondere Filmsongs und wurde mit drei Oscars ausgezeichnet. Zu seinen heute noch bekannten Songs zählen u. a. At Last, Chattanooga Choo Choo, We’re in the Money, Jeepers Creepers, That’s Amore und I Only Have Eyes for You.

## Leben und Wirken
Der Italoamerikaner Harry Warren wuchs unter ärmlichen Umständen als Sohn eines Schuhmachers in Brooklyn auf. Mit 16 Jahren verließ er die Schule, um sich als Trommler einem Zirkus anzuschließen. Mit seinem verdienten Geld kaufte er sich ein Klavier, auf dem er sich das Klavierspiel selbst beibrachte. Er arbeitete längere Jahre als Pianist, dazwischen diente er auch im Ersten Weltkrieg bei der United States Navy. Im Jahr 1922 veröffentlichte Warren sein erstes Lied Rose of the Rio Grande, im Jahr darauf folgten mit Back Home in Pasadena und So This Is Venice erste Erfolge. Er begann als Komponist für Broadway-Musicals zu schreiben.
Warren gilt in der Film- und Musikgeschichte als einer der erfolgreichsten Songwriter für Musicalfilme. Er war einer der ersten bedeutenden Songwriter, die mit Beginn des Tonfilmes Ende der 1920er-Jahre nach Hollywood kamen und danach hauptsächlich für den Film arbeiteten. Insgesamt schrieb er über 300 Songs für mehr als 50 Filme. Nach Ansicht vieler Kritiker hatte er ebenso viele bekannte Hits wie etwa Irving Berlin, doch seine unauffällige Arbeit innerhalb der Filmindustrie und der Umstand, dass er nie als Musiker oder Sänger mit seinen Songs auftrat, machte ihn im Gegensatz zu Berlin nie zu einem weltberühmten Namen. Warren komponierte bis ins hohe Alter, wenngleich seine Hitsongs vor allem bis Mitte der 1950er-Jahre entstanden.
Warren arbeitete im Lauf der Jahrzehnte mit unterschiedlichen Songtextern wie Mort Dixon, Billy Rose, Mack Gordon, Leo Robin, Ira Gershwin (bei Cheerful Little Earful) und Johnny Mercer zusammen. Am profiliertesten war aber seine Zusammenarbeit mit dem Liedtexter Al Dubin, mit dem er in den 1930er-Jahren die Songs für viele der Busby-Berkeley-Musicalfilme bei Warner Brothers schrieb, beginnend mit dem Kassenschlager Die 42. Straße aus dem Jahr 1933. Das erfolgreiche Broadway-Musical 42nd Street, das 1980 seine Premiere feierte, basiert auf den Songs von Warren und Dubin für die Berkeley-Musicals; es brachte Warren kurz vor seinem Tod neue Bekanntheit ein.
Zu Warrens bekanntesten Liedern zählen unter anderem das oscarnominierte Lied Zing a Little Zong aus dem Film Nur für Dich, Lulu’s Back in Town, das durch Fats Waller und in den 1950er-Jahren vor allem durch Mel Tormé bekannt wurde, und I Only Have Eyes for You, das durch die Version von The Flamingos im Jahr 1959 weitere Bekanntheit erhielt. Ebenfalls weltberühmt durch die Versionen von Glenn Millers Orchester wurden die von Warren komponierten Lieder Chattanooga Choo Choo (1941) und (I’ve Got a Gal in) Kalamazoo (1942). Weitere Hits waren There Will Never Be Another You, 42nd Street, The Gold Diggers’ Song (We’re in the Money), Young and Healthy, Lullaby of Broadway, Serenade in Blue, At Last, Jeepers Creepers,  That’s Amore, An Affair to Remember (Our Love Affair) und You’re Getting to Be a Habit with Me. Außerdem komponierte Warren das Broadway-Musical Shangri-La (1956).
Harry Warren starb im September 1981 im Alter von 87 Jahren; er hinterließ seine Ehefrau Josephine Wensler, mit der er seit 1917 verheiratet gewesen war, eine Tochter, vier Enkel und zwei Urenkel.

## Auszeichnungen
Warren gewann den Oscar für den Bester Song für Lullaby of Broadway (mit Al Dubin, 1935), You’ll Never Know (mit Mack Gordon, 1943) und für On the Atchison, Topeka and the Santa Fe (mit Johnny Mercer, 1946). Er war zwischen 1935 und 1957 insgesamt elfmal in der Kategorie Bester Song nominiert.
1971 wurde Harry Warren in die Songwriters Hall of Fame aufgenommen.